# Parsifal - L'uomo delle stelle
Parsifal - L'uomo delle stelle è l'operaprog che racconta le gesta del cavaliere mitologico con le musiche di Roby Facchinetti e le liriche di Stefano D'Orazio e Valerio Negrini, pubblicato nel 2025. in un cofanetto 2CD racchiuso in un elegante libro con copertina rigida e ben 56 pagine con le liriche dell'Opera.

## Descrizione
Il progetto nasce dall'idea di Facchinetti di completare e trasformare in un'opera autentica il racconto dell'eroe Parsifal, già protagonista dell'omonima suite musicale e album del 1973.
Un'idea formulata nel 2016 insieme a Stefano D'Orazio e sviluppata in oltre due ore, per raccontare le imprese eroiche di Parsifal durante le crociate e alla ricerca del leggendario Santo Graal.
Roby Facchinetti, che interpreta vocalmente il personaggio di Parsifal, è accompagnato da grandi artisti della musica italiana ed internazionale che raccontano la storia e le gesta del protagonista. L'opera si compone di 44 brani divisi in due atti nei quali l'eroe non appare più come un mito irraggiungibile, ma come un uomo che è chiamato ad affrontare difficoltà e prove. La volontà di Stefano D'Orazio nella stesura delle liriche è stata proprio delineare un Parsifal diverso da quello tradizionale, reso meno mitologico anche attraverso temi come il matrimonio e la paternità.
La direzione della Budapest Art Orchestra e dell'Orchestra Ritmico Sinfonica Italiana è affidata al maestro Diego Basso.

## Formazione
- Roby Facchinetti - pianoforte
- Danilo Ballo - tastiere e programmazione
- Michele Quaini - chitarre elettriche e chitarre acustiche
- Nicola Oliva - chitarre acustiche e nylon
- Claudio Sannoner - basso
- Guido Carli - batteria
- Giuseppe Dal Bianco - duduk
- Martino Vacca - tin whistle, quena e uillean pipes

## Interpreti
- Roby Facchinetti - Parsifal
- Giada Maragno - Lady Kara
- Peter Bjallo - Re
- Federica Alcione - Maria
- Fabrizio Voghera - Sir Horn
- Christian Iansante - Padre Parsifal
- Daniela Pobega - Musa
- Federica Basso - Musa
- Valeria Caponnetto Delleani - Corista
- Silvia Di Stefano - Corista
- Danilo Ballo - Corista

## Tracce

### CD 1
1. Overture (Facchinetti) -  4:20
2. Atto I - Prologo (Facchinetti - D'Orazio) - 1:58
3. La Nascita (Facchinetti - D'Orazio) - 3:38
4. Crescita di Parsifal (Facchinetti - D'Orazio) - 0:33
5. Preghiera di Parsifal (Facchinetti - Negrini) - 4:27
6. La foresta (Facchinetti) - 1:35
7. Arrivo Cavalieri (Facchinetti) - 0:31
8. Tema di Parsifal e Madre (Facchinetti - D'Orazio) - 4:53
9. Addio al Passato (Facchinetti - D'Orazio) - 1:34
10. Chiaro è il Mattino (Facchinetti - Negrini) - 2:45
11. Primo Tema Graal (Facchinetti - D'Orazio) - 1:58
12. Il Viaggio (Facchinetti - D'Orazio) - 3:55
13. La Solitudine (Facchinetti - D'Orazio) - 3:21
14. Ingresso Accademia (Facchinetti) - 0:21
15. Accademia (Facchinetti - D'Orazio) - 3:29
16. La Gloria (Facchinetti - D'Orazio) - 1:32
17. Il Giuramento (Facchinetti - D'Orazio) - 2:12
18. La festa del Giuramento (Facchinetti) - 2:03
19. Sir Horn e il Re Tramano (Facchinetti - D'Orazio) - 1:09
20. La festa del Giuramento (Ripresa) (Facchinetti) - 0:53
21. Annuncio Crociata (Facchinetti - D'Orazio) - 6:29
22. Secondo Tema Graal (L'Orgoglio) (Facchinetti - D'Orazio) - 1:15
23. Parsifal '73 (Flauto e Voci Donne) (Facchinetti) - 2:05
24. Viaggio per Gerusalemme (Facchinetti - D'Orazio) - 3:56

### CD 2
1. La Ballata dei Cavalieri (Facchinetti - D'Orazio) - 3:34
2. Atto II - La Battaglia (Facchinetti - D'Orazio) - 1:46
3. Terzo Tema Graal (Il Dubbio) (Facchinetti - D'Orazio) - 2:02
4. Ferimento di Parsifal (Facchinetti - D'Orazio) - 1:55
5. Il Presagio di Lady Kara (Facchinetti - D'Orazio) - 2:43
6. Parsifal Ferito e Abbandonato (Facchinetti - D'Orazio) - 4:13
7. L'Incubo (Monologo del Padre) (Facchinetti - D'Orazio) - 3:23
8. Le Fanciulle Fiore (Facchinetti - Negrini) - 2:17
9. Maria (Facchinetti - D'Orazio) - 4:57
10. Parsifal si Innamora (Facchinetti - D'Orazio) - 3:48
11. Festa dell'Amore (Facchinetti) - 1:30
12. Parsifal si Innamora (Ripresa) (Facchinetti - D'Orazio) - 1:19
13. Nato libero (Facchinetti - D'Orazio) - 5:29
14. Ritorno a Camelot (Facchinetti - D'Orazio) - 2:36
15. Canto del Popolo (Facchinetti - D'Orazio) - 2:58
16. Parsifal di fronte al Re (Facchinetti - D'Orazio) - 7:45
17. Canto del Popolo (ripresa) (Facchinetti - D'Orazio) - 0:29
18. Quinto Tema Graal (Parsifal Rinuncia alla Gloria) (Facchinetti - D'Orazio) - 3:17
19. Testamento Parsifal al Padre (Facchinetti - D'Orazio) - 3:33
20. Epilogo (Suite finale Parsifal '73) (Facchinetti) - 1:59